# Craig Herbertson

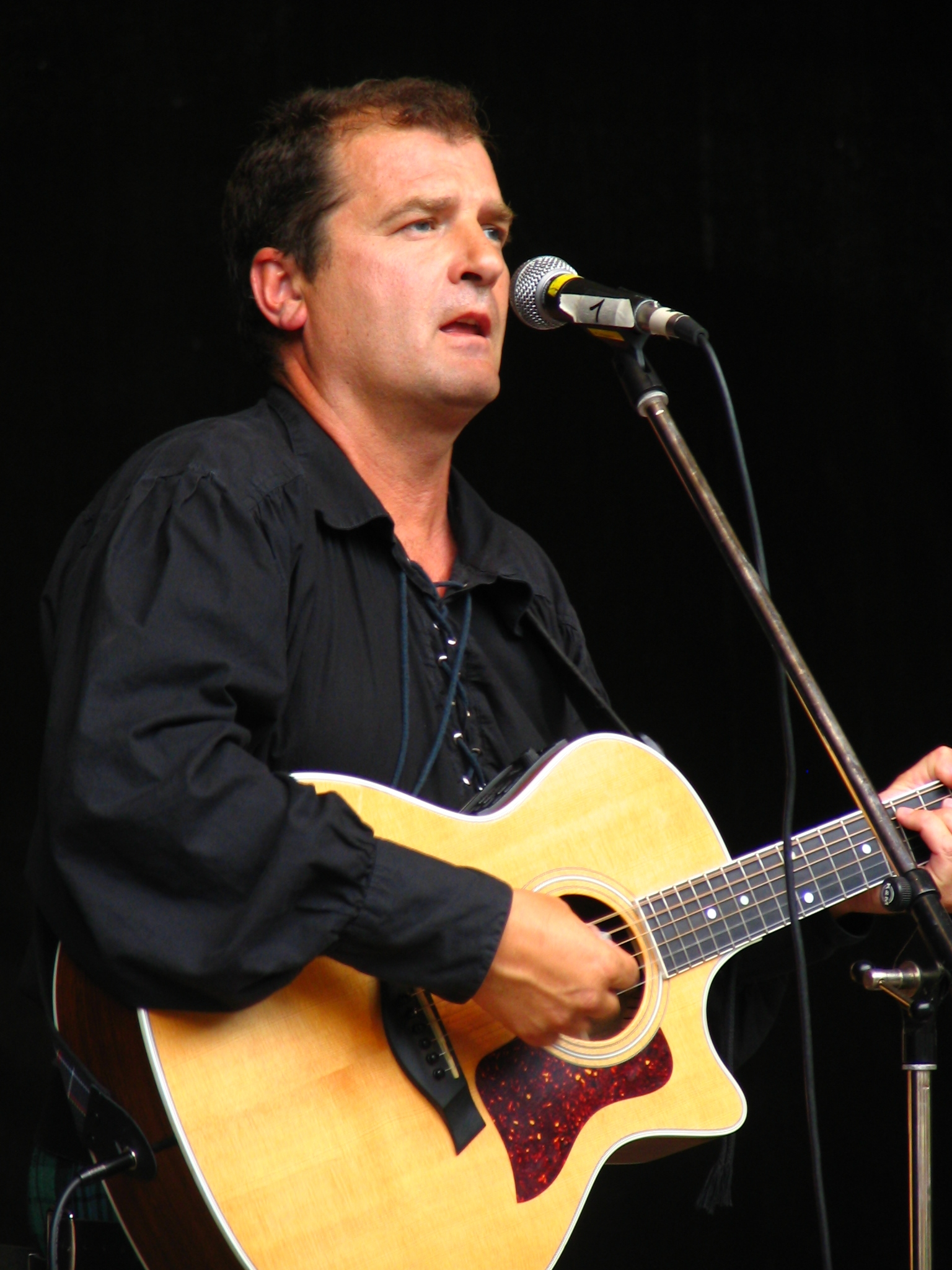
Craig Herbertson

Craig Herbertson (* 29. Januar 1959 in Edinburgh) ist ein schottischer Musiker, Songwriter und Schriftsteller. Er ist bekannt als Sänger von schottischen und irischen Liedern. Außerdem ist er Science-Fiction- und Fantasy-Autor.

## Leben
Craig Herbertson wurde in Edinburgh, Schottland geboren. Als Sohn eines Jazztrompeters machte er früh Bekanntschaft mit dem Swing. Sein Onkel spielte in einer Skiffleband, seine Großeltern traten im Theater und im Varieté auf und waren ebenfalls Musiker und Folksänger.
In der Anfangszeit spielte Craig in experimentellen Bands wie der schottischen New Wave Band „The Androids“, die im New Musical Express rezensiert und auf BBC Radio 1 gespielt wurde und der Manchester Funk/Reggae Band „I Giggle when I'm Tickled“. Später entdeckte er seine Folkwurzeln wieder und spielte mit mehreren Bands wie „The Keltix“, „Scotland the Band“ und „Mc Alpine's Fusiliers“.
Später sammelte er Erfahrungen als Straßenmusiker in Europa und Amerika, von der Metro in Paris bis hin zu den Flussdampfern auf dem Mississippi. In der Zeit lernte er das Fiddle-, Mandolinen-, Banjo-, Pennywhistle- und Klavierspielen. 1999 bekam er die Einladung, bei dem Tanzspektakel „Celtic Life“ zu singen, wo er seine erste Solo-CD The Lullaby of Scotland aufnahm, welche einige beliebte traditionelle und auch eigene Lieder enthält.
2004 komponierte er das Lied Hearts of Glory für den „Hearts Great War Memorial Fund“. Diese CD erreichte Nummer 20 in den BBC Indie Charts.
Herbertson lebt heute in Witten.

## Diskografie
- 1999 – Lullaby of Scotland
- 2004 – Hearts of Glory (Ruhrfolk)
- 2007 – Lord of Whisky (Steeplejack Music)
- 2008 – A Health to the Ladies (Steeplejack Music)
- 2012 – Communication Breakdown (Steeplejack Music)
- 2015 – Cauld Blast Warm Heart (Castaway Publishing and Production)

## Bibliografie
Fantasyromane
- School: The Seventh Silence. Immanion Press. Stafford 2005, ISBN 1-904853-21-8.
- The Death Tableau. Black Horse Books, 2015, ISBN 978-1-326-18236-6.

Novelettes
- The Heaven Maker In: Clarence Paget (Hrsg.): The 29th Pan Book of Horror. Pan Books Ltd., London 1988, ISBN 0-330-30481-X.

Kurzgeschichten
- Soap 7. In: Dave W Hughes (Hrsg.): Works 7. 1991, ISSN 0954-3902
- The Glowing Goblins. In: Nik Morton (Hrsg.): Auguries 16. 1992.
- Under the Moons of Mars. In: Frank Westwood (Hrsg.): Fantastic Worlds of Edgar Rice Burroughs. 1995.
- Return to Greenwood. In: Frank Westwood (Hrsg.): Fantastic Worlds of Edgar Rice Burroughs. 1997.
- Strange Fruit. In: Rog Pile (Hrsg.): Filthy Creations 3. 2008.
- On the Couch. In: Charles Black (Hrsg.): The Second Black Book of Horror. 2008, ISBN 978-0-9556061-1-3.
- Synchronicity. In: Charles Black (Hrsg.): The Third Black Book of Horror. 2008, ISBN 978-0-9556061-2-0.
- Soup. In: Charles Black (Hrsg.): The Fourth Black Book of Horror. 2009, ISBN 978-0-9556061-3-7.
- Leibniz's Last Puzzle. In: Charles Black (Hrsg.): The Fifth Black Book of Horror. 2009.
- Spanish Suite. In: Charles Black (Hrsg.): The Sixth Black Book of Horror. 2010, ISBN 978-0-9556061-5-1.
- The Waiting Game. In: John Mains (Hrsg.): Back from the Dead 2010, ISBN 978-0-9564884-0-4.
- New Teacher. In: Charles Black (Hrsg.): The Seventh Black Book of Horror. 2010, ISBN 978-0-9556061-6-8.
- The Mall. In: Charles Black (Hrsg.): The Ninth Black Book of Horror. 2012.
- The Iron Cross. In: Johnny Mains (Hrsg.): The Screaming Book of Horror. 2012, ISBN 978-1-906652-15-9.
- The Other House, The Other Voice In: Paul Finch(Hrsg.): Terror Tales of the Scottish Highlands 2015, ISBN 978-1-906331-99-3.
- Envelopes In: David A. Riley (Hrsg.): Kitchen Sink Gothic. 2015, ISBN 978-0-9932888-3-8.

Artikel
- Dumarest: the Coming Event? In: Stephen Theaker (Hrsg.): Dark Horizons 55# 2009.